# Чарнвиракул, Анутин
Анутин Чарнвиракул (тайск. อนุทิน ชาญวีรกูล, кит. 陈锡尧; также известный как Ну (тайск. หนู); род. 13 сентября 1966, Пхранакхон, Таиланд) — таиландский политический и государственный деятель китайского происхождения, председатель партии «Бумяжтай» и член Палаты представителей Таиланда. Ранее занимал посты заместителя премьер-министра Таиланда (2019–2025), министра внутренних дел (2023–2025) и министра здравоохранения (2019–2023). Являлся видным деятелем, отвечавшим за борьбу с пандемией COVID-19 в Таиланде.

## Биография

### Ранние годы
Анутин, имеющий прозвище Ну (тайск. หนู) — сын Чаоварата Чанвиракула, бывшего министра внутренних дел в правительстве Апхисита Ветчачивы. Его семья китайского происхождения, родом из провинции Гуандун. Был женат первым браком на Сатаннухе Чарнвиракул, от которой имеет двоих детей. Во второй брак вступил с Саситорн Чарнвиракул. Анутин получил среднее образование в Assumption College, а высшее инженерное образование в Университете Хофстра в 1989 году.
Анутин Чарнвиракул является наследником состояния крупной строительной компании. Компания его семьи, Sino-Thai Engineering and Construction PCL, построила несколько государственных мегапроектов, таких как аэропорт Суварнабхуми в Бангкоке. Инженер Анутин был президентом этой компании.
На протяжении многих лет он был членом многих политических партий, таких как «Партия национального развития», «Тай Рак Тай», а также впоследствии лидером партии «Бумяжтай».

### Политическая карьера
В 1996 году он занялся политикой, став советником Прачуапа Чайясана (министра иностранных дел), и занимал должности заместителя министра здравоохранения с 2004 по 2005 год и заместителя министра торговли в 2004 году. Затем ему было запрещено занимать политические посты на пять лет из-за членства в партии «Тай Рак Тай». После истечения срока запрета Анутин присоединился к партии «Бумяжтай» в 2012 году и был избран её лидером 14 октября 2012 года.
На парламентских выборах в 2019 году он был выдвинут кандидатом от партии «Бумяжтай» на пост премьер-министра. В результате партия получила 51 место из 500 (10,51 % голосов) и вошла в коалиционное правительство под руководством Праюта Чан-Оча из «Паланг Прачарат», который ранее пришёл к власти путём военного переворота.
10 июля 2019 года был назначен заместителем премьер-министра Таиланда, а также министром здравоохранения. В должности министра Анутин был ведущим сторонником легализации медицинской марихуаны.
На парламентских выборах 2023 года Чарнвиракул вновь был выдвинут «Бумяжтай» на пост премьер-министра. Однако партия получила поддержку всего 3 % избирателей, хотя и увеличила число своих представителей в парламенте до 71 за счёт побед в отдельных избирательных округах. В результате партия вошла в правительственную коалицию под руководством «Пхыа Тхаи». Сам Чарнвиракул занял пост министра внутренних дел в новом правительстве.
19 июня 2025 года он подал в отставку с должности министра внутренних дел и вывел партию «Бумяжтай» из правительственной коалиции после продолжающихся споров с партией «Пхыа Тхаи», которая захотела заполучить пост министра внутренних дел. Партия «Бумяжтай» также сослалась на скандал, связанный с публикацией переговоров между премьер-министром Таиланда Пхэтхонгтхан Чиннават и председателем Сената Камбоджи Хун Сеном.

## Критика
Во время пандемии COVID-19, находясь в должности министра здравоохранения, Анутин сделал ряд уничижительных комментариев в отношении иностранцев. У себя в Twitter он написал: «... всё, что вы видите, это фаранги («западники»). Они бегут из своих стран в поисках безопасности в Таиланде. В Чиангмае 90% тайцев носят маски, хотя ни один из фарангов их не носит». Далее он добавил: «Вот причина, по которой наша страна заражена. Мы должны быть более осторожны с фарангами, чем с другими азиатами. Сейчас в Европе зима, и фаранги приезжают в Таиланд, чтобы спрятаться от болезни. Многие фаранги грязно одеваются и не принимают душ. Все (тайские) хозяева должны быть очень осторожными».
После негативной реакции общественности на пост Анутина аккаунт в Twitter был удалён. Комментарий привлёк сотни отзывов на различных медиа-платформах с критикой его необдуманных замечаний, при этом некоторые комментаторы указывали, что Таиланд не ценит вклад в его экономику иностранных туристов. Отвечая на этот вопрос, Анутин позже заявил, что не знает, кому принадлежит аккаунт в Твиттере, и что он не публиковал комментарии, хотя позже извинился за них. Новостной сайт на тайском языке Khaosod подробно осветил инцидент, показав часть исходных комментариев до того, как учётная запись Twitter была удалена.
В феврале 2020 года (за месяц до первой вспышки COVID-19), Анутин подвергся критике за призыв выгнать иностранцев из Таиланда, когда он увидел некоторых из них без масок на мероприятии на станции Siam BTS в Бангкоке. Позже, услышав совет главного хирурга США доктора Джерома Адамса о том, что ношение масок не нужно незаражённым, Анутин изменил своё мнение.